# Christopher Pissarides
Sir Christopher Pissarides, in greco Χριστόφορος Πισσαρίδης (Nicosia, 20 febbraio 1948), è un economista britannico-greco-cipriota, vincitore del Premio Nobel per l'economia nel 2010.

## Biografia

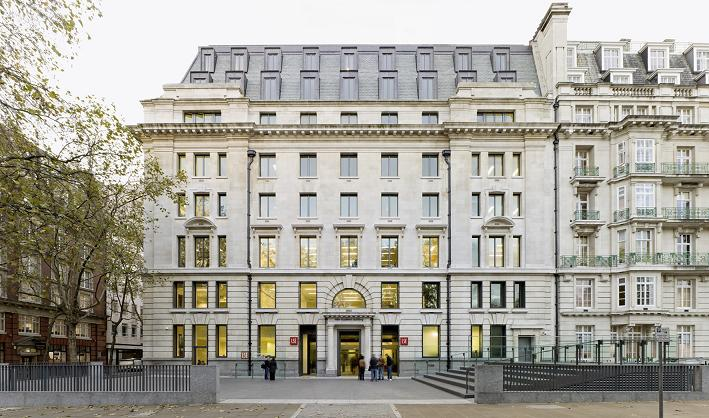
Sede della London School of Economics

Pissarides, nato a Cipro, si è laureato in Economia nel 1971 all'università dell'Essex. Si è successivamente iscritto alla London School of Economics, dove ottiene un master in Economia nel 1973 sotto la supervisione dell'economista matematico Michio Morishima.
È titolare della cattedra Norman Sosnow in Economia e direttore del Programma di ricerca sulla macroeconomia al Centro per le Performance Economiche, entrambi posizioni ricoperte presso la London School of Economics.
Insieme al premio Nobel Edmund Phelps e ad altri economisti, fa parte del LIGEP (LUISS International Group on Economic Policy), un gruppo di ricerca interno all'Libera università internazionale degli studi sociali Guido Carli, coordinato da Jean-Paul Fitoussi (professore alla stessa LUISS e all'Institut d'études politiques de Paris, conosciuto come Sciences Po), che si occupa di analizzare periodicamente la situazione economica mondiale ed italiana
Le sue ricerche si focalizzano su alcune delle tematiche proprie della macroeconomia, tra le quali l'impiego, la crescita economica e le politiche economiche.
Nel 2010, ha ricevuto il Premio Nobel per l'economia, insieme agli statunitensi Peter Diamond e Dale Mortensen, per i suoi contributi alla teoria delle frizioni di mercato (search friction) nella ricerca ed offerta di un lavoro. È la prima e tuttora unica persona di origini cipriote a vincere un Premio Nobel.

## Posizioni
Sebbene alcuni reportage giornalistici annoverino Pissarides tra i sei (o sette) Nobel "anti-euro", il professore si è dichiarato «a favore della moneta unica» ma «contrario alle politiche che sono state adottate nell'Eurozona».
Nel giugno 2020 ha firmato l'appello internazionale per l'economia viola («Per un rinascimento culturale dell'economia») pubblicato sul Corriere della Sera, El País e Le Monde.
Nel gennaio 2024 ha dichiarato che le soft skill sono più convenienti dello studio delle materie STEM.

## Pubblicazioni
- Labour market adjustment : microeconomic foundations of short-run neoclassical and Keynesian dynamics, Cambridge, Cambridge University Press, 1976.
- Equilibrium unemployment theory, Basil, Blackwell, 1990. Seconda edizione Cambridge (Mass.), MIT Press, 2000.
- The impact of employment tax cuts on unemployment and wages : the role of unemployment benefits and tax structure, London, London School of Economics and Political Science. Centre for Economic Performance, 1997.
- New developments in models of search in the labour market, coautore Dale T. Mortensen, London, Centre for economic policy research, 1999.
- Job reallocation, employement fluctuations and unemployement, coautore Dale T. Mortensen, London, London school of economics, Centre for economic performance, 1999.
- Consumption and savings with unemployment risk : implications for employment contracts, London, Centre for Economic Policy Research, 2002.
- Women at work : an economic perspective, coautori Tito Boeri, Daniela Del Boca, Oxford, Oxford University Press, 2005.
- National bureau of economic research, international seminar on macroeconomics, 2005, coautore Jeffrey A. Frankel, Cambridge (MA), MIT Press, 2007.
- The ins and outs of European unemployment, coautore B. Petrongolo, London, Centre for Economic Policy Research, 2008.
- Taxes, social subsidies and the allocation of work time, coautrice Liwa Rachel Ngai, London, Centre for Economic Policy Research, 2011.